# Pradelles (Nord)
Pour les articles homonymes, voir Pradelles.
Pradelles (Pradeels en néerlandais, Poerdiëls en flamand occidental) est une commune française, située dans le département du Nord, en région Hauts-de-France.

## Géographie

### Localisation
Pradelles est située dans la Flandre française, dans le nord de la France, à 5 km à l'est d'Hazebrouck, 20 km à l'ouest d'Armentières, 25 km au nord de Béthune, 35 km de Lille et Dunkerque et 210 km de Paris.

### Communes limitrophes
|       | Caëstre       |           |
| Borre | Pradelles     | Flêtre    |
|       | Vieux-Berquin | Strazeele |

### Accès et transports
Pradelles est située sur l'ancienne route nationale 42 (aujourd'hui RD 642) vers Boulogne-sur-Mer, Saint-Omer et l'A26 (vers Calais) à l'ouest, et l'A25 (vers Armentières et Lille) à l'est.
Passant à l'origine par le centre du village, un contournement fut réclamé pendant plus de 40 ans à cause du fort trafic (18 000 véhicules par jour, dont plus de 3 000 poids lourds), de la pollution sonore et des nombreux accidents graves (29 entre 1981 et 2006, dont la mort du maire, Jean-Jacques Vanoost, en 2006 - lui-même engagé pour un changement du tracé depuis le début de son mandat). Les villageois obtiennent gain de cause avec la déviation du tracé inaugurée le 30 juin 2014,.

### Hydrographie

#### Réseau hydrographique
La commune est située dans le bassin Artois-Picardie. Elle est drainée par la Plate Becque et l'Acker Becque,,.
La Plate Becque, d'une longueur de 16 km, prend sa source dans la commune  et se jette  dans le canal d'Hazebrouck à Merville, après avoir traversé six communes. 

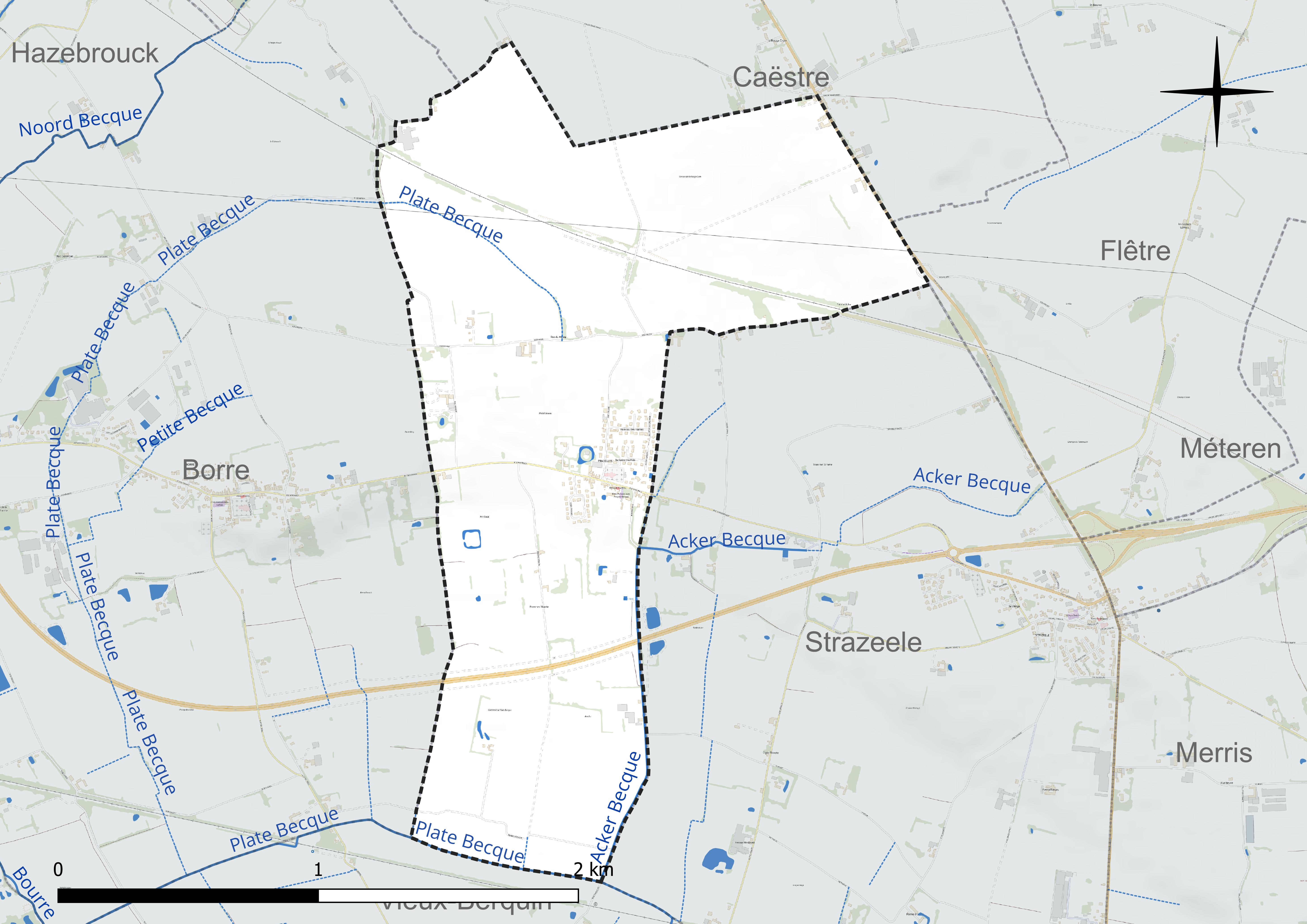
Réseau hydrographique de Pradelles.

#### Gestion et qualité des eaux
Le territoire communal est couvert par le schéma d'aménagement et de gestion des eaux (SAGE) « Lys ». Ce document de planification concerne un territoire de 1 835 km2 de superficie, délimité par le bassin versant de la Lys. Le périmètre a été arrêté le 29 mai 1995 et le SAGE proprement dit a été approuvé le 6 août 2010, puis révisé le 20 septembre 2019. La structure porteuse de l'élaboration et de la mise en œuvre est le syndicat mixte pour l'élaboration du SAGE de la Lys (SYMSAGEL). 
La qualité des cours d'eau peut être consultée sur un site dédié géré par les agences de l'eau et l'Agence française pour la biodiversité. 

### Climat
Pour des articles plus généraux, voir Climat des Hauts-de-France et Climat du Nord.
En 2010, le climat de la commune est de type climat océanique dégradé des plaines du Centre et du Nord, selon une étude du CNRS s'appuyant sur une série de données couvrant la période 1971-2000. En 2020, Météo-France publie une typologie des climats de la France métropolitaine dans laquelle la commune est exposée à un climat océanique et est dans la région climatique  Côtes de la Manche orientale, caractérisée par un faible ensoleillement (1 550 h/an) ; forte humidité de l'air (plus de 20 h/jour avec humidité relative > 80 % en hiver), vents forts fréquents. 
Pour la période 1971-2000, la température annuelle moyenne est de 10,4 °C, avec une amplitude thermique annuelle de 14,1 °C. Le cumul annuel moyen de précipitations est de 727 mm, avec 12,2 jours de précipitations en janvier et 8,3 jours en juillet. Pour la période 1991-2020, la température moyenne annuelle observée sur la station météorologique la plus proche, située sur la commune de Steenvoorde à 9 km à vol d'oiseau, est de 11,2 °C et le cumul annuel moyen de précipitations est de 727,8 mm,. Pour l'avenir, les paramètres climatiques de la commune estimés pour 2050 selon différents scénarios d'émission de gaz à effet de serre sont consultables sur un site dédié publié par Météo-France en novembre 2022.

## Urbanisme

### Typologie
Au 1er janvier 2024, Pradelles est catégorisée commune rurale à habitat dispersé, selon la nouvelle grille communale de densité à sept niveaux définie par l'Insee en 2022.
Elle est située hors unité urbaine. Par ailleurs la commune fait partie de l'aire d'attraction de Lille (partie française), dont elle est une commune de la couronne,. Cette aire, qui regroupe 201 communes, est catégorisée dans les aires de 700 000 habitants ou plus (hors Paris),.

### Occupation des sols
L'occupation des sols de la commune, telle qu'elle ressort de la base de données européenne d'occupation biophysique des sols Corine Land Cover (CLC), est marquée par l'importance des territoires agricoles (100 % en 2018), une proportion identique à celle de 1990 (100 %). La répartition détaillée en 2018 est la suivante : 
terres arables (98 %), zones agricoles hétérogènes (2 %). L'évolution de l'occupation des sols de la commune et de ses infrastructures peut être observée sur les différentes représentations cartographiques du territoire : la carte de Cassini (XVIIIe siècle), la carte d'état-major (1820-1866) et les cartes ou photos aériennes de l'IGN pour la période actuelle (1950 à aujourd'hui).

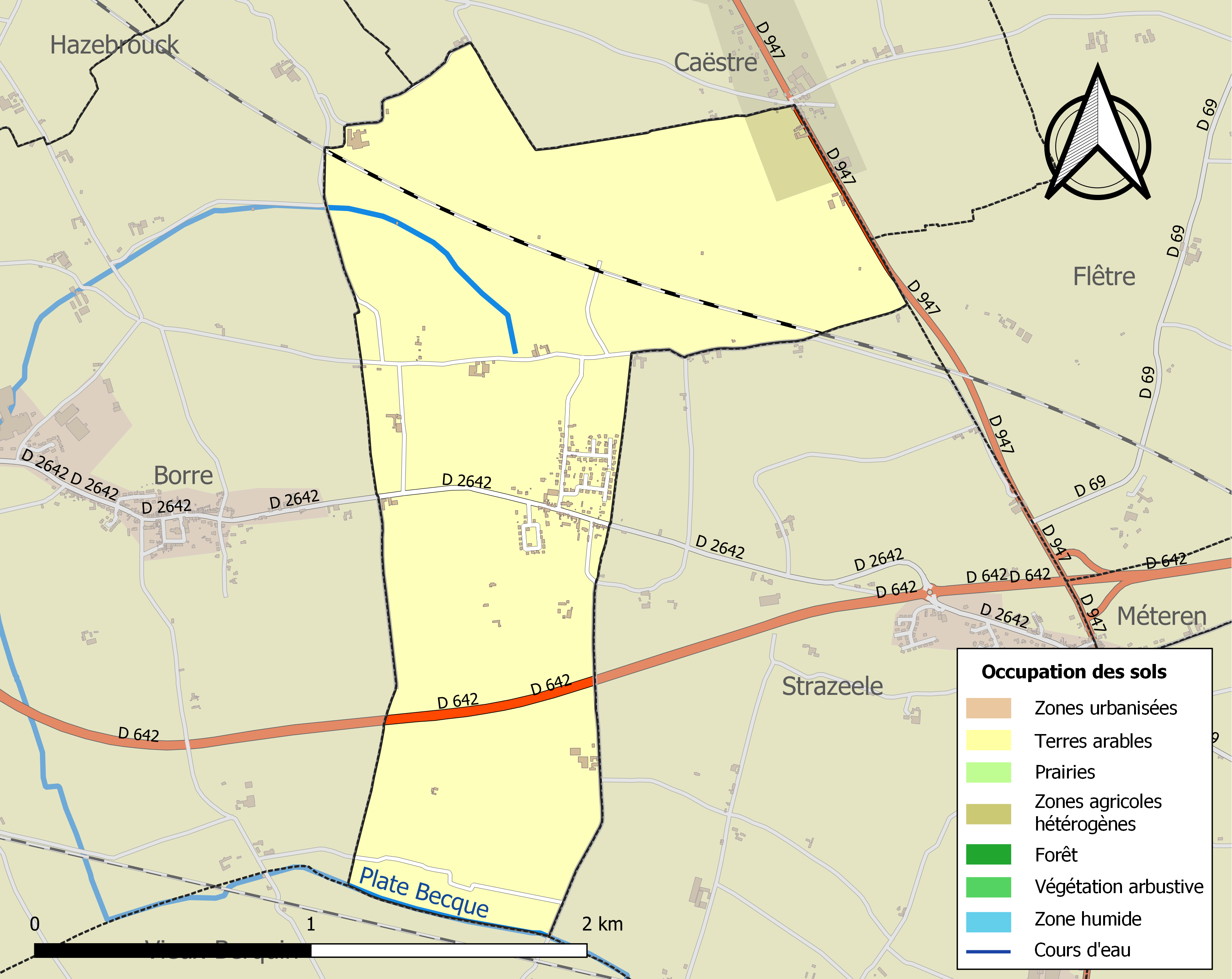
Carte des infrastructures et de l'occupation des sols de la commune en 2018 (CLC).

## Histoire
Du point de vue religieux, avant la Révolution française, la commune était située dans le diocèse de Thérouanne puis dans le diocèse d'Ypres, doyenné de Bailleul.
La commune a été détruite pendant la guerre 1914-1918.

## Héraldique
|  | Les armes de la ville de Pradelles se blasonnent ainsi : « D'argent au chevron de gueules, accompagné de trois merlettes de sable. » |

Les armes de la famille van Pradeels connue depuis le XVe siècle se blasonnent écartelé d'or et de sable chargé d'une bande de gueules. Devise : la lenteur avance souvent plus

## Politique et administration
Maire de 1802 à 1807 : Dom. Vandromme,.

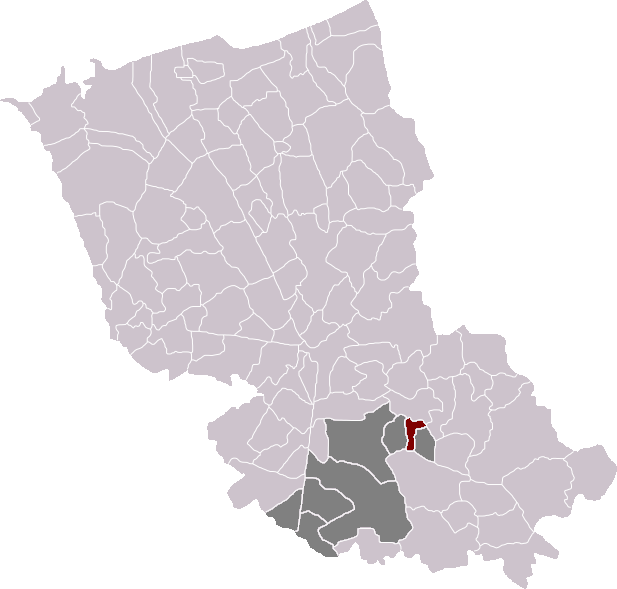
Commune dans le canton d'Hazebrouck-Sud
et dans l'arrondissement de Dunkerque

| Période                                  | Période   | Identité             | Étiquette | Qualité                   |
| ---------------------------------------- | --------- | -------------------- | --------- | ------------------------- |
|                                          | 1854      | L. Légillon          |           |                           |
|                                          | 1883      | Mr. Didier           |           |                           |
| 1887                                     | 1900      | Mr. Didier           |           |                           |
| 1900                                     | 1904      | Vital Allender       |           |                           |
| 1904                                     | 1924      | Louis Guermonprez    |           |                           |
| 1924                                     | 1929      | Camille Minne        |           |                           |
| 1929                                     | 1939      | Marcel Derycke       |           |                           |
|                                          |           |                      |           |                           |
| 1951                                     | 1969      | G. Malesys           |           |                           |
| 1969                                     | 1978      | J. Debreu            |           |                           |
|                                          |           |                      |           |                           |
| 1995                                     | 2006      | Jean-Jacques Vanoost |           | Tué en traversant la D642 |
| mars 2006                                | mars 2014 | Laurent Waymel       |           |                           |
| mars 2014                                | En cours  | Joël Fournier        |           |                           |
| Les données manquantes sont à compléter. |           |                      |           |                           |

## Population et société

### Démographie

#### Évolution démographique
L'évolution du nombre d'habitants est connue à travers les recensements de la population effectués dans la commune depuis 1793. Pour les communes de moins de 10 000 habitants, une enquête de recensement portant sur toute la population est réalisée tous les cinq ans, les populations de référence des années intermédiaires étant quant à elles estimées par interpolation ou extrapolation. Pour la commune, le premier recensement exhaustif entrant dans le cadre du nouveau dispositif a été réalisé en 2007.

En 2022, la commune comptait 404 habitants, en évolution de +4,94 % par rapport à 2016 (Nord : +0,51 %, France hors Mayotte : +2,11 %).
| 1793 | 1800 | 1806 | 1821 | 1831 | 1836 | 1841 | 1846 | 1851 |
| ---- | ---- | ---- | ---- | ---- | ---- | ---- | ---- | ---- |
| 337  | 330  | 424  | 339  | 341  | 372  | 376  | 376  | 377  |

| 1856 | 1861 | 1866 | 1872 | 1876 | 1881 | 1886 | 1891 | 1896 |
| ---- | ---- | ---- | ---- | ---- | ---- | ---- | ---- | ---- |
| 378  | 362  | 332  | 314  | 335  | 295  | 331  | 329  | 351  |

| 1901 | 1906 | 1911 | 1921 | 1926 | 1931 | 1936 | 1946 | 1954 |
| ---- | ---- | ---- | ---- | ---- | ---- | ---- | ---- | ---- |
| 318  | 311  | 256  | 167  | 182  | 175  | 160  | 169  | 167  |

| 1962 | 1968 | 1975 | 1982 | 1990 | 1999 | 2006 | 2007 | 2012 |
| ---- | ---- | ---- | ---- | ---- | ---- | ---- | ---- | ---- |
| 157  | 144  | 158  | 160  | 184  | 184  | 337  | 359  | 375  |

| 2017 | 2022 | - | - | - | - | - | - | - |
| ---- | ---- | - | - | - | - | - | - | - |
| 390  | 404  | - | - | - | - | - | - | - |

#### Pyramide des âges
La population de la commune est relativement jeune.
En 2018, le taux de personnes d'un âge inférieur à 30 ans s'élève à 40,5 %, soit au-dessus de la moyenne départementale (39,5 %). À l'inverse, le taux de personnes d'âge supérieur à 60 ans est de 12,5 % la même année, alors qu'il est de 22,5 % au niveau départemental.
En 2018, la commune comptait 205 hommes pour 201 femmes, soit un taux de 50,49 % d'hommes, largement supérieur au taux départemental (48,23 %).
Les pyramides des âges de la commune et du département s'établissent comme suit.
| Hommes | Classe d’âge | Femmes |
| ------ | ------------ | ------ |
| 0,0    | 90 ou +      | 0,5    |
| 3,0    | 75-89 ans    | 4,1    |
| 9,1    | 60-74 ans    | 8,3    |
| 25,4   | 45-59 ans    | 22,8   |
| 19,8   | 30-44 ans    | 25,9   |
| 14,2   | 15-29 ans    | 20,2   |
| 28,4   | 0-14 ans     | 18,1   |

| Hommes | Classe d’âge | Femmes |
| ------ | ------------ | ------ |
| 0,5    | 90 ou +      | 1,4    |
| 5,3    | 75-89 ans    | 8,1    |
| 14,8   | 60-74 ans    | 16,2   |
| 19,1   | 45-59 ans    | 18,4   |
| 19,5   | 30-44 ans    | 18,7   |
| 20,7   | 15-29 ans    | 19,1   |
| 20,2   | 0-14 ans     | 18     |

## Lieux et monuments

L'église.

- L'église.

## Pour approfondir